# Seth Gabel
Seth Gabel (Hollywood, Florida, 3 de octubre de 1981) es un actor estadounidense. Gabel es conocido por sus papeles del agente Lincoln Lee en la serie de televisión Fringe de Fox, Cotton Mather en la serie Salem de WGN America y Adrian Moore en la serie Nip/Tuck de FX.

## Biografía
Gabel se graduó de la Nova Southeastern University en Davie, Florida en 1999 y de la Tisch School of the Arts, perteneciente a la Universidad de Nueva York en Nueva York. Fue compañero de clase del actor Josh Gad, con quien mantiene amistad.
Conoció a la actriz Bryce Dallas Howard en la Universidad de Nueva York, con quien salió durante cinco años antes de casarse el 17 de junio de 2006. La pareja tiene dos hijos: un niño de nombre Theodore Norman (17 de febrero de 2007) y una niña de nombre Beatrice Jean (19 de enero de 2012).

## Carrera
Debutó en cine en la comedia romántica, Tadpole en un papel sin acreditar, en 2000, a esto le siguieron películas como Good Dick y El código Da Vinci, dirigida por su suegro, Ron Howard.
Mientras que su debut en televisión sucedió en 2002, en la serie 100 Centre Street. Sus créditos adicionales en televisión incluyen papeles recurrentes y de invitado en series como United States of Tara, The Closer, Law & Order: Special Victims Unit, CSI: Crime Scene Investigation, Sex and the City.
También es conocido por interpretar al playboy Jeremy, el hijo encantador y rebelde de la familia Darling y hermano gemelo de Juliet (Samaire Armstrong), en el drama de la cadena ABC, Dirty Sexy Money.
En 2007 fue nombrado uno de los hombres más atractivos de la revista People.
Seth llamó la atención por su interpretación de Adrian Moore, el sexualmente confundido hijo adoptivo de Ava Moore (Famke Janssen) en la serie de FX, Nip/Tuck. Dicho arco argumental obtuvo mucha atención por su relación emocionalmente abusiva e incestuosa.
Durante la temporada 2010-2011, Gabel apareció en la serie de Fox, Fringe como Lincoln Lee, un personaje secundario que es miembro de la División Fringe en el universo alternativo. Durante la tercera temporada de la serie, Seth comenzó a aparecer en un papel más recurrente debido a la introducción de su personaje en el universo principal. Fue ascendido al reparto principal de la cuarta temporada, sin embargo, su personaje desaparece de la historia al final de la misma para hacer una breve aparición durante la temporada final.
El 13 de noviembre de 2012, se dio a conocer que fue contratado para interpretar un personaje basado en el Conde Vértigo, durante la primera temporada de la serie de The CW, Arrow. El 15 de octubre de 2013, Andrew Kreisberg cocreador y productor ejecutivo de la serie confirmó el regreso de Seth para la segunda temporada.

## Filmografía
| Cine       | Cine                              | Cine                   | Cine                                                                  |
| Año        | Título                            | Rol                    | Notas                                                                 |
| ---------- | --------------------------------- | ---------------------- | --------------------------------------------------------------------- |
| 2000       | Tadpole                           | Mike                   | Sin acreditar                                                         |
| 2006       | El código Da Vinci                | Michael                |                                                                       |
| 2008       | Good Dick                         | Kissing Man            |                                                                       |
| 2009       | Jerry                             | Amigo de Jerry #2      | Cortometraje                                                          |
| 2010       | Jonah Hex                         | Consejero              |                                                                       |
| 2011       | Take Me Home Tonight              | Brent Tufford          |                                                                       |
| 2012       | Allegiance                        | Teniente Danny Sefton  | (Originalmente titulada Recalled)                                     |
| 2014       | Forever                           | Luke                   | posproducción                                                         |
| Televisión |                                   |                        |                                                                       |
| Año        | Título                            | Rol                    | Notas                                                                 |
| 2002       | 100 Centre Street                 | James Bass             | Episodio: "It's About Love"                                           |
| 2002       | Sex and the City                  | Sweet Young Sailor     | Episodio: "Anchors Away"                                              |
| 2003       | The Lyon's Den                    | Beau Van Hessche       | Episodio: "Beach House"                                               |
| 2004       | The Division                      | Mikhail Ominsky        | Episodio: "Acts of Desperation"                                       |
| 2004       | Nip/Tuck                          | Adrian Moore           | Personaje recurrente, 5 episodios                                     |
| 2004       | CSI: Crime Scene Investigation    | Gavin "Rex" Layne      | Episodio: "Formalities"                                               |
| 2005       | Law & Order: Special Victims Unit | Garrett Perle          | Episodio: "Game"                                                      |
| 2005       | The Closer                        | Nikolai Koslov         | Episodio: "The Big Picture"                                           |
| 2006       | Beyond                            | David Wuhlman          | Película para televisión                                              |
| 2007-2009  | Dirty Sexy Money                  | Jeremy Darling         | Elenco principal                                                      |
| 2010       | CSI: Crime Scene Investigation    | Larry Colton           | Episodio: "Unshockable"                                               |
| 2010       | United States of Tara             | Zach                   | Personaje recurrente 4 episodios                                      |
| 2010-2013  | Fringe                            | Lincoln Lee            | Elenco recurrente (temporadas 2,3 y 5) Elenco principal (temporada 4) |
| 2013       | Arrow                             | El Conde/Conde Vértigo | Episodios: "Vertigo" Unfineshed Business" State v. Queen"             |
| 2013       | Ironside                          | Buddy Rovner           | 1 episodio                                                            |
| 2014       | Salem                             | Cotton Mather          | Elenco principal                                                      |
| 2015       | American Horror Story: Hotel      | Jeffrey Dahmer         | 1 episodio Devil's Night Invitado Especial                            |

2025
The rookie
Liam Glasser